# Jacko Falls
Die Jacko Falls sind ein Wasserfall auf der Karibikinsel Dominica. Der Wasserfall erhielt seinen Namen von einem Häuptling, der auf dem Plateau über dem Layou River sein Camp aufschlug, nachdem er vor den Kolonialisten geflohen war. Er wurde in einer blutigen Schlacht am 12. Juli 1814 getötet. Es gibt noch mehrere Orte, die nach ihm benannt sind: Jacko Flats und Jacko Steps.
Der Wasserfall liegt im Parish Saint Paul. Er liegt an der Nordkante der Hochebene um den Morne Trois Pitons, am River Deux Branches (Pagayer).